# Wimpelinhof (Markgröningen)
Der Wimpelinhof in Markgröningen im Landkreis Ludwigsburg ist ein prächtiger Dreiseithof im Herrschaftsviertel der ehemaligen Reichs- und Amtsstadt Grüningen. Das Wohngebäude wurde ab 1599 vermutlich von Claus Strelin erstellt, das Ökonomiegebäude ab 1630 von Sebastian Wimpelin. Seit der 2005 abgeschlossenen Renovierung beherbergt das Wohngebäude das städtische Museum, ein Trauzimmer und eine Dichterwohnung, im Ökonomiegebäude befinden sich das Stadtarchiv und ein Veranstaltungsraum.

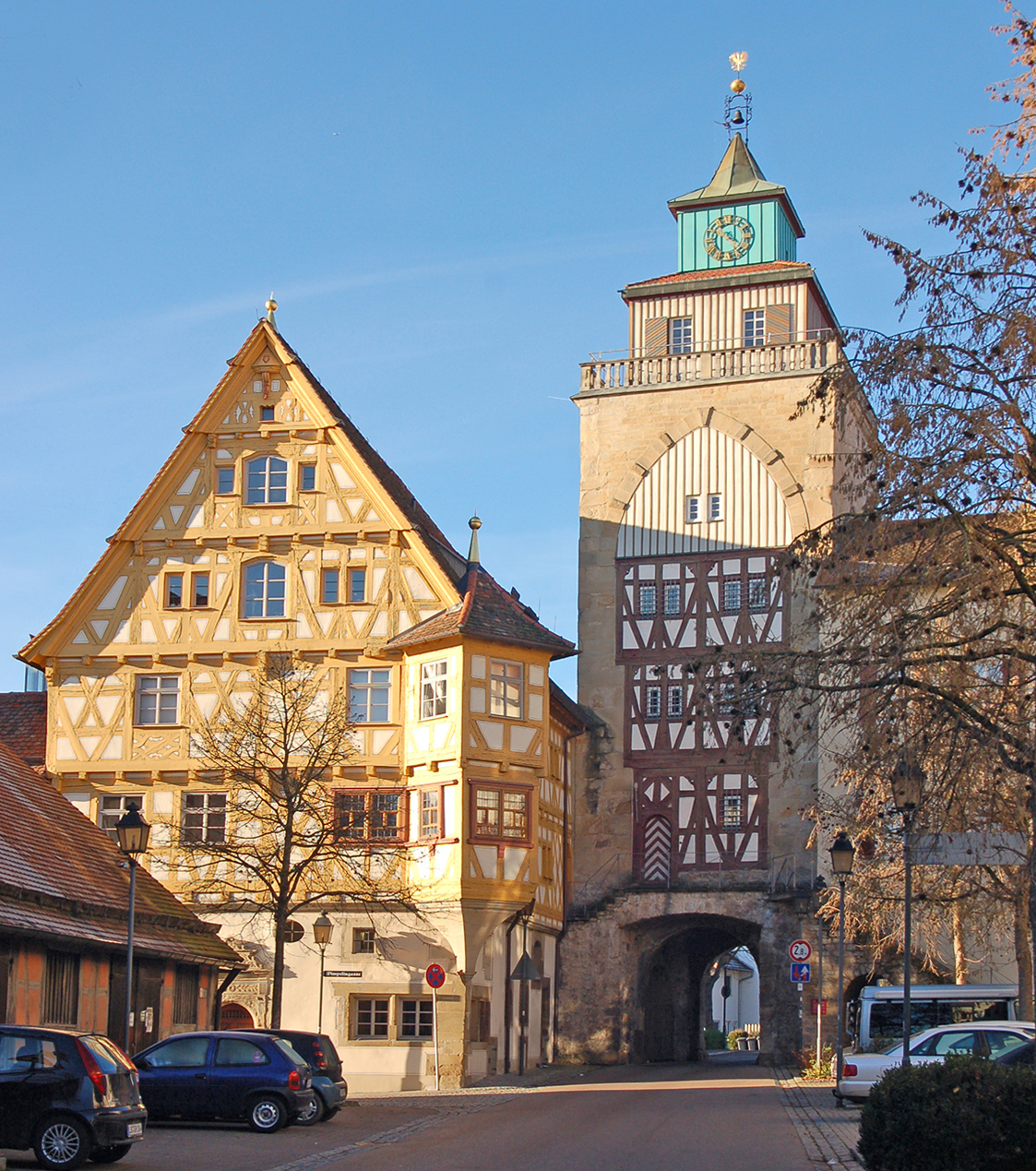
Wimpelinhaus und Oberes Tor

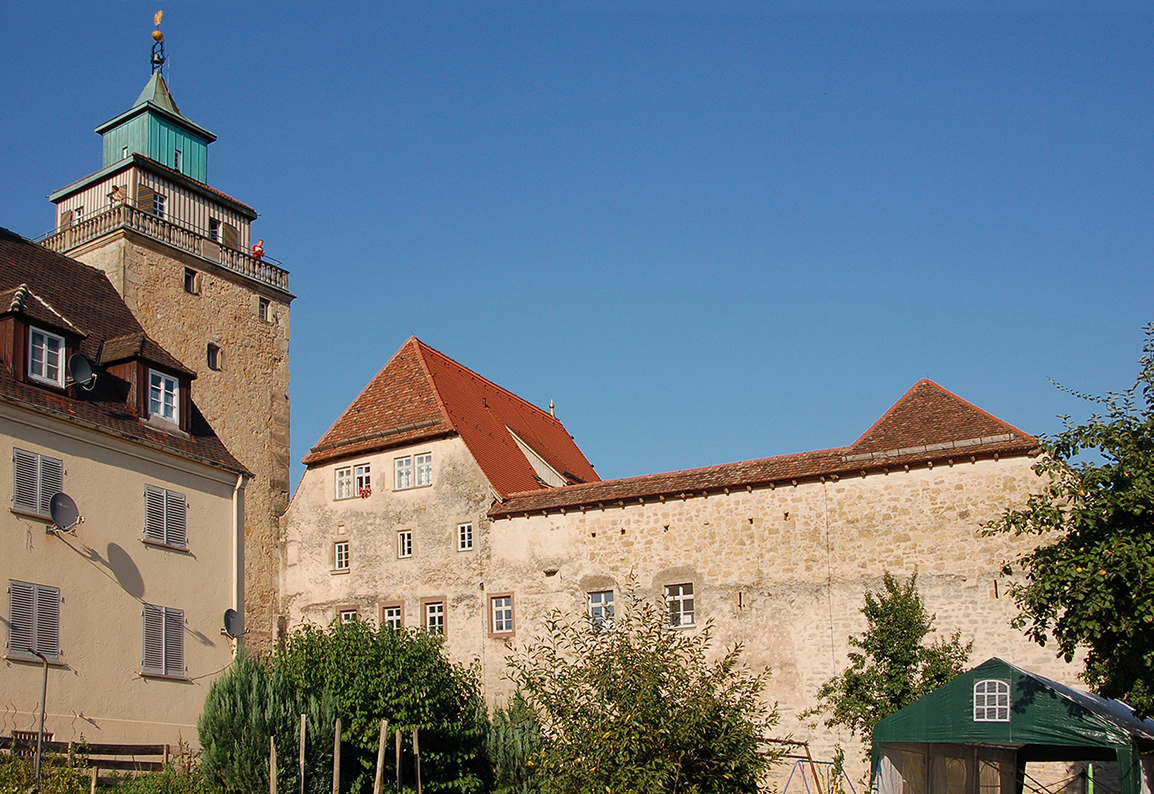
Westgiebel auf der Stadtmauer

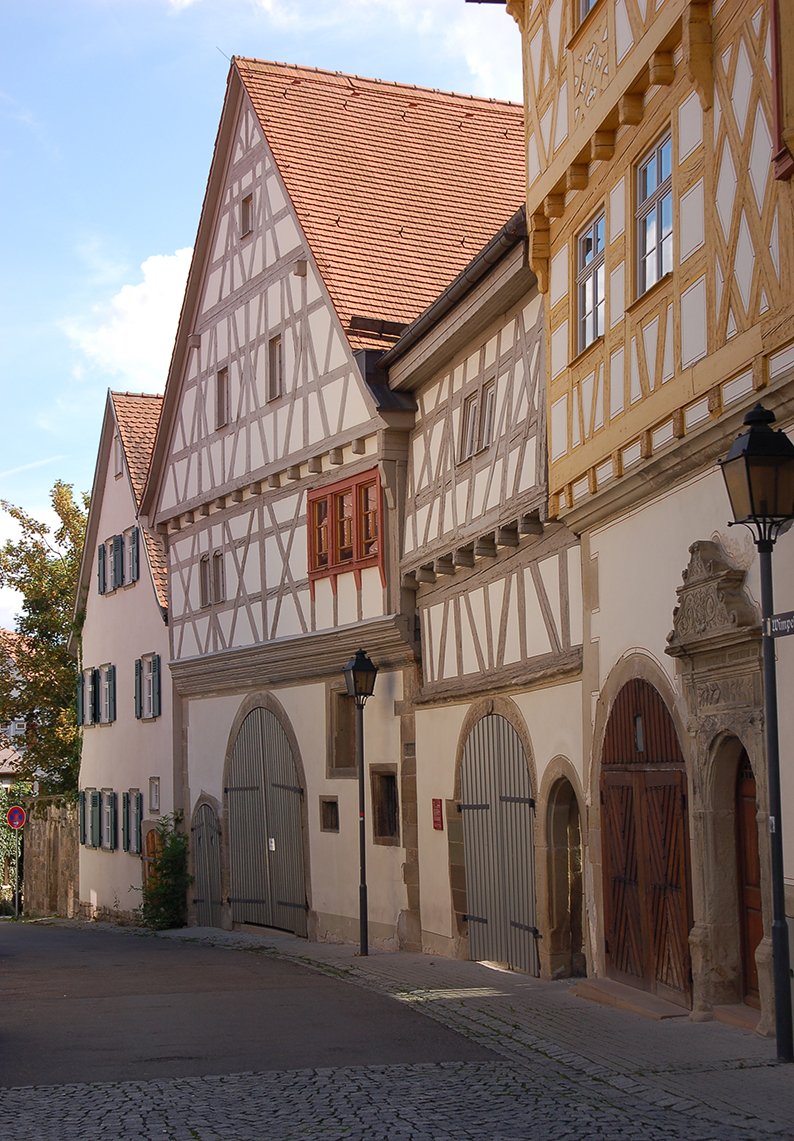
Ökonomiegebäude und Verbindungsbau über der Hofeinfahrt

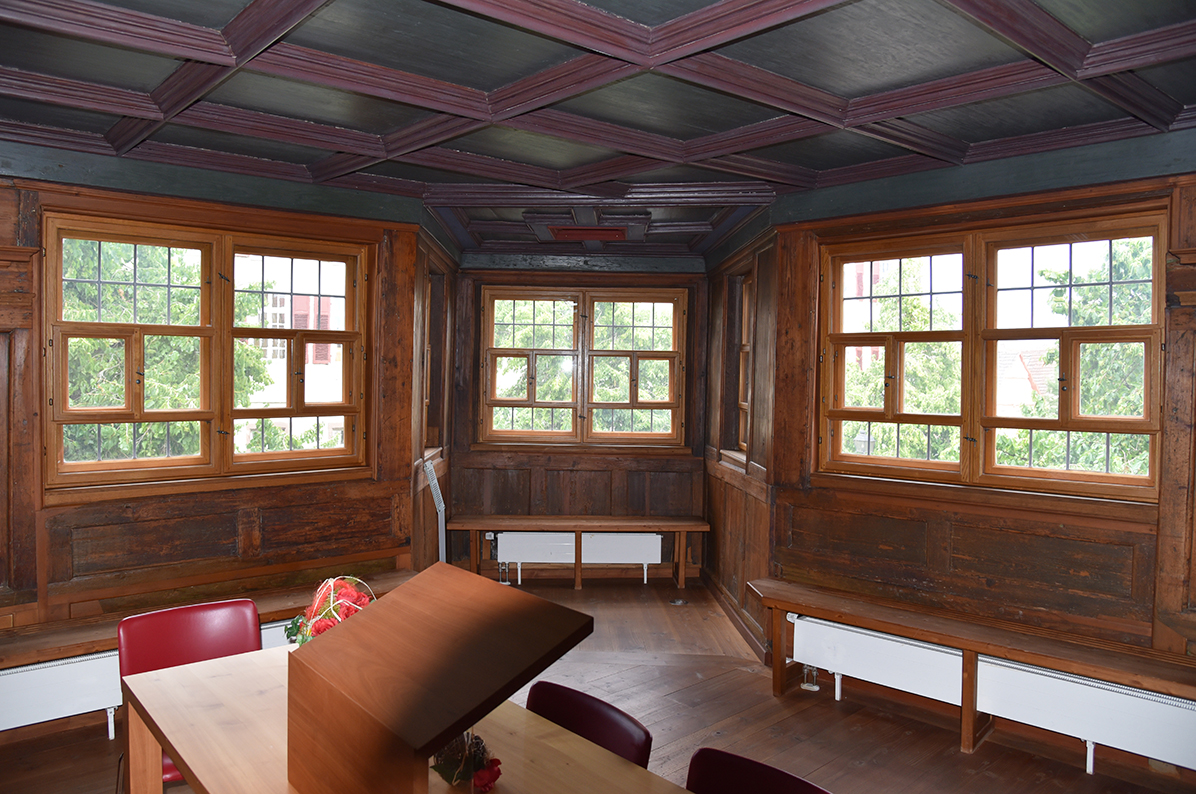
Die Täferstube im ersten OG des Museums wird auch als Trauzimmer genutzt

## Baubeschreibung
Das Ensemble bildet einen Dreiseithof mit überbauter Hofeinfahrt von Osten. Entlang der Stadtmauer an der Westflanke misst die trapezförmige Grundfläche 33,5 Meter, an der Südflanke etwa 21 Meter, entlang der Wimpelingasse im Osten rund 30,5 Meter und an der Nordflanke rund 13,5 Meter. Das Wohnhaus hat drei Vollgeschosse mit einem zweigeschossigen Erker an der Nordostecke, das Ökonomiegebäude hat zwei Vollgeschosse und in der ehemaligen Sommerstube einen Fenstererker. Beide Hauptgebäude sind unterkellert. Entlang der Gasse finden sich insgesamt sechs, teils reich geschmückte Zugänge. Im ersten Obergeschoss des Ökonomiegebäudes blieb der Wehrgang der Stadtmauer originalgetreu erhalten. Der Verbindungsbau im Westen hat zwei Vollgeschosse über den ehemaligen Schweineställen im Erdgeschoss. Im 1. OG befindet sich eine zum Hof offene Galerie. Die Hofeinfahrt an der Ostflanke wurde nachträglich mit einem Vollgeschoss überbaut. Die Gebäudesubstanz ist hochwertig und außen wie innen aufwendig gestaltet. Das Fachwerk des Wohnhauses ist komplett mit Eichenholz erstellt. Der Wimpelinhof ist als Kulturdenkmal nach § 28 DSchG BW geschützt und hat wesentlichen Anteil an der Aufnahme Markgröningens in die Deutsche Fachwerkstraße.

## Baugeschichte
Ursprünglich könnte das Anwesen eine Herrenhofanlage gewesen sein. Vor der Erstellung des erhaltenen Gebäudebestands war das Anwesen in Händen von drei Besitzern. Die namengebende Familie Wimpelin lebte noch im südlich angrenzenden Anwesen Wimpelingasse 4, neben dessen Hofeinfahrt sich noch das Wimpelin-Wappen mit aufsteigendem Löwen und das Gnapper-Wappen mit sechsstrahligem Stern befinden. Bauherr des Wohnhauses war 1599 bis 1600 vermutlich Claus Strelin. Teile des Erdgeschosses stammen von einem Vorgängerbau. Das Ökonomiegebäude erstellten die Eheleute Sebastian Wimpelin und Katharina Scheyhing um 1630. Eine Inschrift über der Hofeinfahrt erinnert daran: „16 SV KS 30“. Im Gegensatz zu vielen anderen Gebäuden in der Stadt überstand dieses neuerrichtete stattliche Anwesen die Brandschatzungen während der 1634 begonnenen Belagerung der Festung Hohenasperg unversehrt. Vermutlich diente es wie das benachbarte Schloss als Quartier für Offiziere der kaiserlichen Truppen.
1671 wurde die Hofeinfahrt überbaut. In seiner heutigen Gestalt wurde das Anwesen erstmals 1705 im Zuge der Besteuerung beschrieben: Besitzer war derzeit „Licentiatus“ Heinrich Halbisch.
1992 erwarb die Stadt Markgröningen das seit der letzten Renovierung 1969 vernachlässigte Anwesen und ließ es von 2001 bis 2005 mit Unterstützung des Landesdenkmalamtes möglichst originalgetreu restaurieren. Eine Ausnahme machte man für den behindertengerechten Aufzug, der für die öffentliche Nutzung vorgeschrieben wurde und wie ein Fremdkörper im Innenhof steht. Architekt war Gerhard Schmid aus Markgröningen.

## Nutzung

### Museum und Dichterwohnung
Das städtische Museum in den liebevoll renovierten Räumen des Wohngebäudes macht bürgerliches Leben im 17. und 18. Jahrhundert „hautnah erlebbar“. Außerdem sind ein Holzmodell des Rathauses und die große Geldtruhe des Heilig-Geist-Spitals zu besichtigen. Ausgestellt sind auch Werkzeuge der Schäfer, die Schäferlade, die Schäferfahne und Schäferlaufplaketten. Weitere Informationen und Rückblicke zur Stadtgeschichte bietet ein Medienterminal, mit dem auch ein Film zur 1200-Jahr-Feier der Stadt angeschaut werden kann. Das Museum, der originalgetreue Wehrgangabschnitt im Ökonomiegebäude und das Obere Tor können sonntags von April bis Oktober zwischen 13 Uhr und 17 Uhr besichtigt werden. Im ehemaligen Laden im Erdgeschoss werden Broschüren und Literatur zur Stadtgeschichte angeboten.
Vier Zimmer des Museums dienen als Sitzungsräume für die Gemeinderatsfraktionen und den Arbeitskreis Geschichtsforschung und Denkmalpflege Markgröningen (AGD). Eine im Dachstuhl über dem Museum eingerichtete „Dichterwohnung“ wird von der Schriftstellerin Claire Beyer bewohnt.

### Stadtarchiv
Im Ökonomiegebäude und im östlichen Verbindungsbau sind Magazine, Büro und Lesesaal des Stadtarchivs untergebracht. Der Bestand umfasst Akten von Stadt- und Spitalverwaltung sowie bürgerliche Nachlässe.

### Veranstaltungen
Eine Täferstube mit Erker im 1. OG des Museums dient zugleich als Trauzimmer für das Standesamt. Auf Wunsch kann man die Infrastruktur auch für einen anschließenden Sektempfang nutzen. Der Innenhof und der damit über einen Mauerdurchbruch verbundene ehemalige Zwinger vor der Stadtmauer können zusammen mit dem Katharina-Scheyhing-Saal im EG des Ökonomiegebäudes und einer Küche im EG des Wohnhauses für Veranstaltungen genutzt werden. Während des Schäferlaufs wird der Wimpelinhof für das „Café de Jumelage“ zur Städtepartnerschaft mit Saint-Martin-de-Crau genutzt.